# Lista de episódios de American Chopper
Abaixo, uma lista de episódios de American Chopper, divididos em suas respectivas temporadas.

## Primeira Temporada
Episódio Piloto 1: Jet Bike

Episódio Piloto 2: Biketober (Cody Bike)

Episódio 1: Black Widow: Part 1

Episódio 2: Black Widow: Part 2

Episódio 3: Race Car: Part 1

Episódio 4: Race Car: Part 2

Episódio 5: Fire Bike: Part 1

Episódio 6: Daytona Bike Week

Episódio 7: Fire Bike: Part 2

Episódio 8: Old School Chopper 1

Episódio 9: Old School Chopper: Part 2

Episódio 10:Commanche Bike: Part 1

Episódio 11:Commanche Bike: Part 2

Episódio 12: Commanche Bike: Part 3

Episódio 13: Mikey's Bike: Part 1

Episódio 14: Mikey Special ('clip show')

Episódio 15: Mikey's Bike: Part 2

## Segunda Temporada
Episódio 1: Tool Bike: Part 1

Episódio 2: Tool Bike: Part 2

Episódio 3: OCC Holiday Special (Santa Bike)
 
Episódio 4: NY Jets Bike
 
Episódio 5: POW/MIA Bike 1
 
Episódio 6: POW/MIA Bike 2
 
Episódio 7: POW/MIA Bike 3

Episódio 8: Miller Electric 1

Episódio 9: Miller Electric 2
 
Episódio 12: Liberty Bike 1
 
Episódio 13: Liberty Bike 2
 
Episódio 14: Dixie Chopper 1

Episódio 15: Dixie Chopper 2

Episódio 16: Mikey/Vinnie Bike 1
 
Episódio 17: Mikey/Vinnie Bike 2
 
Episódio 18: I, Robot Bike 1

Episódio 19: I, Robot Bike 2

Episódio 20: Davis Love III Bike

Episódio 21: Lance Armstrong Bike 1
 
Episódio 24: Police Bike 2
 
Episódio 25: David Mann Bike 1

Episódio 26: David Mann Bike 2

Episódio 27: Sleigh Bike

Episódio 28: Carroll Shelby Bike 1

Episódio 29: Carroll Shelby Bike 2

Episódio 30: Lincoln Mark LT Bike 1

Episódio 31: Lincoln Mark LT Bike 2

Episódio 32: The Best of American Chopper: Sr. vs. Jr.

## Terceira Temporada
Episódio 1: Junior's Dream Bike 1

Episódio 2: Junior's Dream Bike 2

Episódio 3: Caterpillar Bike 1

Episódio 4: Caterpillar Bike 2

Episódio 5: Gillette Bike 1

Episódio 6: Gillette Bike 2

Episódio 7: NAPA Drag Bike

Episódio 8: NAPA Drag Bike 2

Episódio 9: The Best of American Chopper: Micheal Teutul as Himself

Episódio 10: Military Bike 1

Episódio 11: Military Bike 2

Episódio 12: Yankees Bike 1

Episódio 13: Yankees Bike 2

Episódio 14: Space Shuttle Tribute Bike 1

Episódio 15: Space Shuttle Tribute Bike 2

Episódio 16: Rick's Dream Bike 1

Episódio 18: Rick's Dream Bike 2

Episódio 19: On the Road: Europe Part 1

Episódio 20: On the Road: Europe Part 2

Episódio 21: Behind the Scenes Special

Episódio 22: History of the OCC

Episódio 23: Make-A-Wish Bike

Episódio 24: FANtasy Bike 1

Episódio 25: FANtasy Bike 2

Episódio 26: FANtasy Bike 3

Episódio 27: FANtasy Bike 4

Episódio 28: Senior's Vintage Project

Episódio 29: Senior's Vintage Project 2

Episódio 30: Never Before Seen Special

Episódio 31: Billy Joel Bike

Episódio 32: Wendy's Bike 1

Episódio 33: Wendy's Bike 2

Episódio 34: Sunoco Bike 1

Episódio 35: Sunoco Bike 2

Episódio 36: Bill Murray Bike 1

Episódio 37: Bill Murray Bike 2

Episódio 38: OCC Road Show

Episódio 39: OCC Production Bike

Episódio 40: LUGZ Bike 1

Episódio 41: LUGZ Bike 2

Episódio 46: Paulie's Dream Bike Part 1

Episódio 47: Paulie's Dream Bike Part 2

Episódio 48: CAT Bike Part 1

Episódio 49: CAT Bike Part 2

Episódio 50: Gillette Bike Part 1

Episódio 51: Gillette Bike Part 2

Episódio 52: NAPA Drag Bike Part 1

Episódio 53: NAPA Drag Bike Part 2

Episódio 54: Military Bike Part 1

Episódio 55: Military Bike Part 2

Episódio 56: Yankee Bike Part 1

Episódio 57: Yankee Bike Part 2

Episódio 58: Space Shuttle Tribute Bike Part 1

Episódio 59: Space Shuttle Tribute Bike Part 2

Episódio 60: Rick Bike Part 1

Episódio 61: Rick Bike Part 2

Episódio 62: Europe Special Part 1

Episódio 63: Europe Special Part 2

Episódio 64: Behind-the-Scenes

Episódio 65: The History of O.C.C.

Episódio 66: Fantasy Bike 1

Episódio 67: Fantasy Bike 2

Episódio 68: Fantasy Bike 3

Episódio 69: Fantasy Bike 4

Episódio 70: Senior's Vintage Project Part 1

Episódio 71: Senior's Vintage Project Part 2

## Quarta Temporada
Senior vs. Junior 1

Senior vs. Junior 2

Go Daddy 1

Go Daddy 2

Flowjet Bike 1

Flowjet Bike 2

HP 1

HP 2

Peavey Bike 1

Peavey Bike 2

Australia 1

Australia 2

Australia 3

Intel 1

Intel 2

Byron Nelson 1

Byron Nelson 2

Silver State Helicopters Chopper 1

Silver State Helicopters Chopper 2